# Thorpe Morieux
Thorpe Morieux ist ein Dorf und eine Verwaltungseinheit im District Babergh in der Grafschaft Suffolk, England. Thorpe Morieux ist 23,9 km von Ipswich entfernt. Im Jahr 2022 hatte es eine Bevölkerung von 289 Einwohnern. Thorpe Morieux wurde 1086 im Domesday Book als Torp(a) erwähnt.